# Armeria eriophylla
Armeria eriophylla är en triftväxtart som beskrevs av Heinrich Moritz Willkomm. Armeria eriophylla ingår i släktet triftar, och familjen triftväxter. Inga underarter finns listade i Catalogue of Life.